# Lucéram
Lucéram (italienisch Lucerame) ist eine französische Gemeinde im Département Alpes-Maritimes in der Region Provence-Alpes-Côte d’Azur. Sie gehört zum Arrondissement Nizza und zum Kanton Contes. Die Bewohner nennen sich Lucéramois.

## Geographie
Die Gemeinde liegt in den französischen Seealpen rund 27 Kilometer von Nizza entfernt. Sie grenzt:
- im Norden an Lantosque,
- im Nordosten an Moulinet,
- im Osten an Sospel,
- im Süden an Peille, Touët-de-l’Escarène und L’Escarène,
- im Südwesten an Berre-les-Alpes,
- im Westen an Coaraze, Duranus und Utelle.

Die Gemeindegemarkung umfasst neben der Hauptsiedlung auf 650 m auch die Weiler Peïra-Cava, Saint-Laurent, Les Mounts, Les Mortissons, Garibert und Tournet.

### Pässe
- Col de Braus, 1002 m
- Col Saint-Roch, 991 m

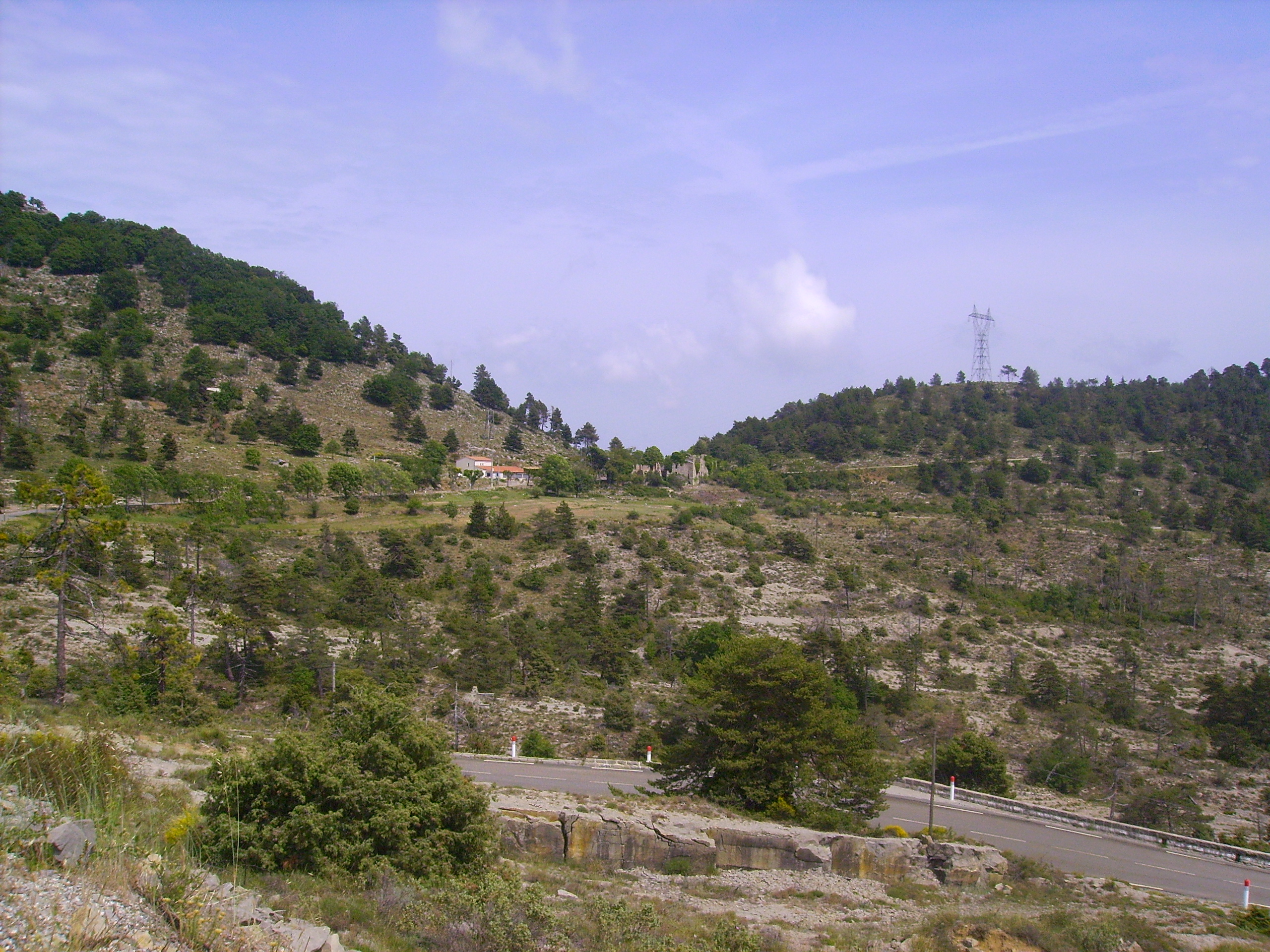
Col de Braus
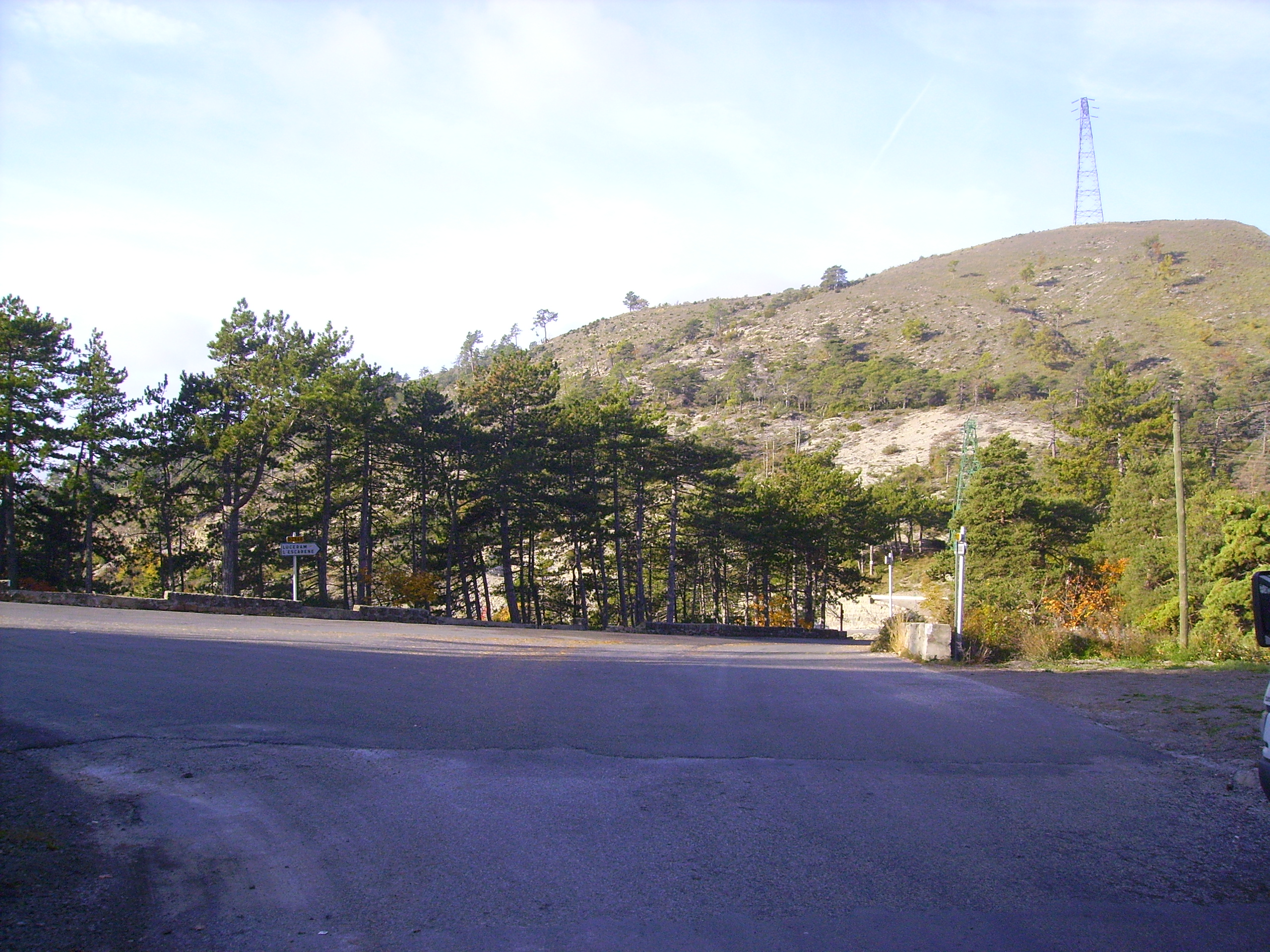
Col Saint-Roch

## Geschichte
Eine frühe Erwähnung der Ortschaft stammt aus dem Jahr 1057 unter dem Namen „Luceranus“. Spätere Namen waren „Lucerius“ und „Lucerus.“ 1876 wurde in Peïra-Cava eine Kaserne erstellt. 

### Bevölkerungsentwicklung
| Jahr      | 1962 | 1968 | 1975 | 1982 | 1990 | 1999 | 2008 | 2012 |
| --------- | ---- | ---- | ---- | ---- | ---- | ---- | ---- | ---- |
| Einwohner | 632  | 630  | 694  | 889  | 1026 | 1035 | 1259 | 1215 |

## Sehenswürdigkeiten
Siehe auch: Liste der Monuments historiques in Lucéram
- Burgruine Enceinte de Lucéram
- Kapelle Notre-Dame-de-Bon-Coeur
- Kapelle Saint-Grat, erbaut 1480–1485 und bemalt durch den italienischen Maler Giovanni Baleison, seit 27. Februar 1928 Monument historique
- Kapelle Saint-Jean
- Kapelle Saint-Pierre, erbaut 1780
- gotische Kirche Sainte-Marguerite, erbaut 1487–1523

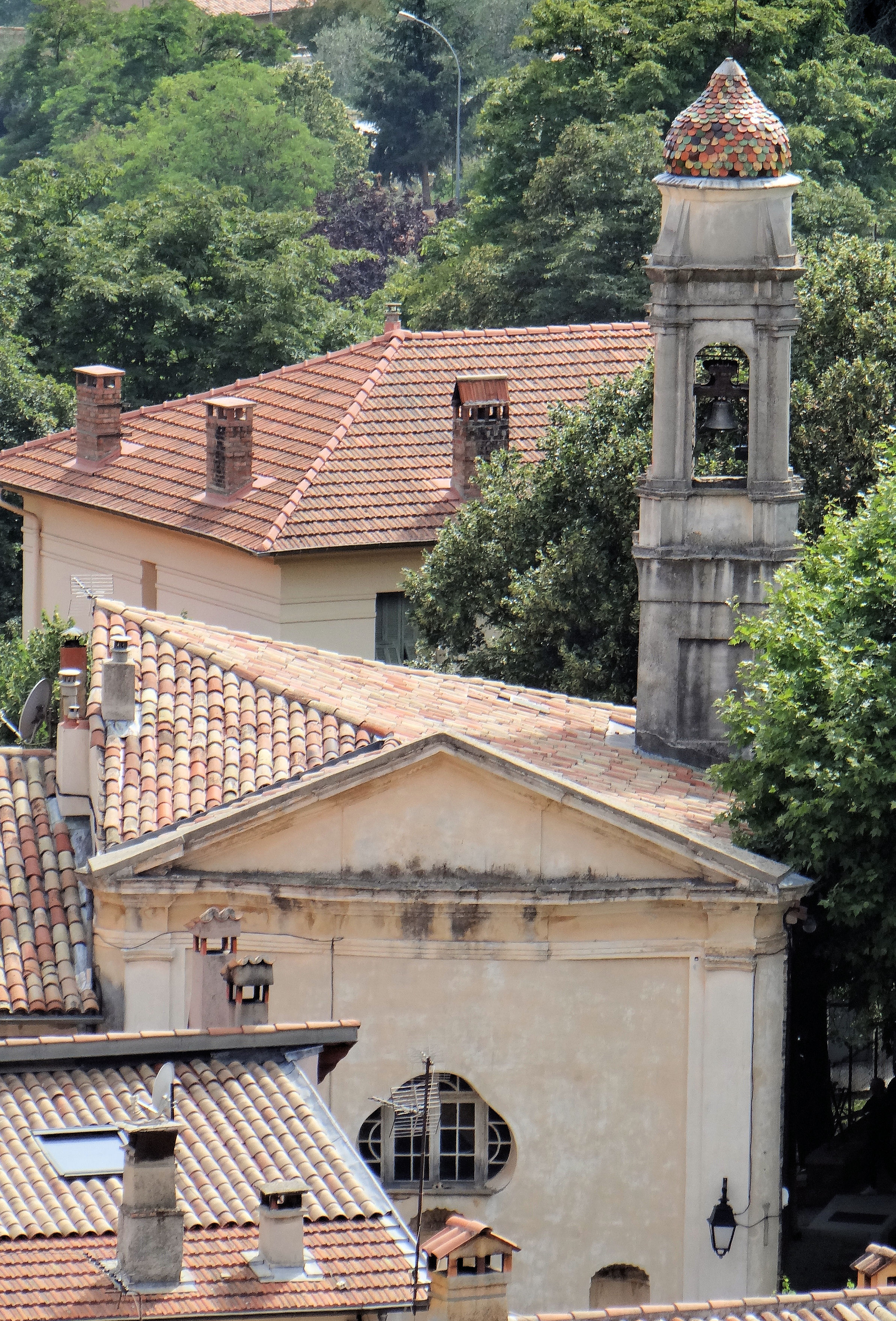
Die Kapelle Saint-Pierre
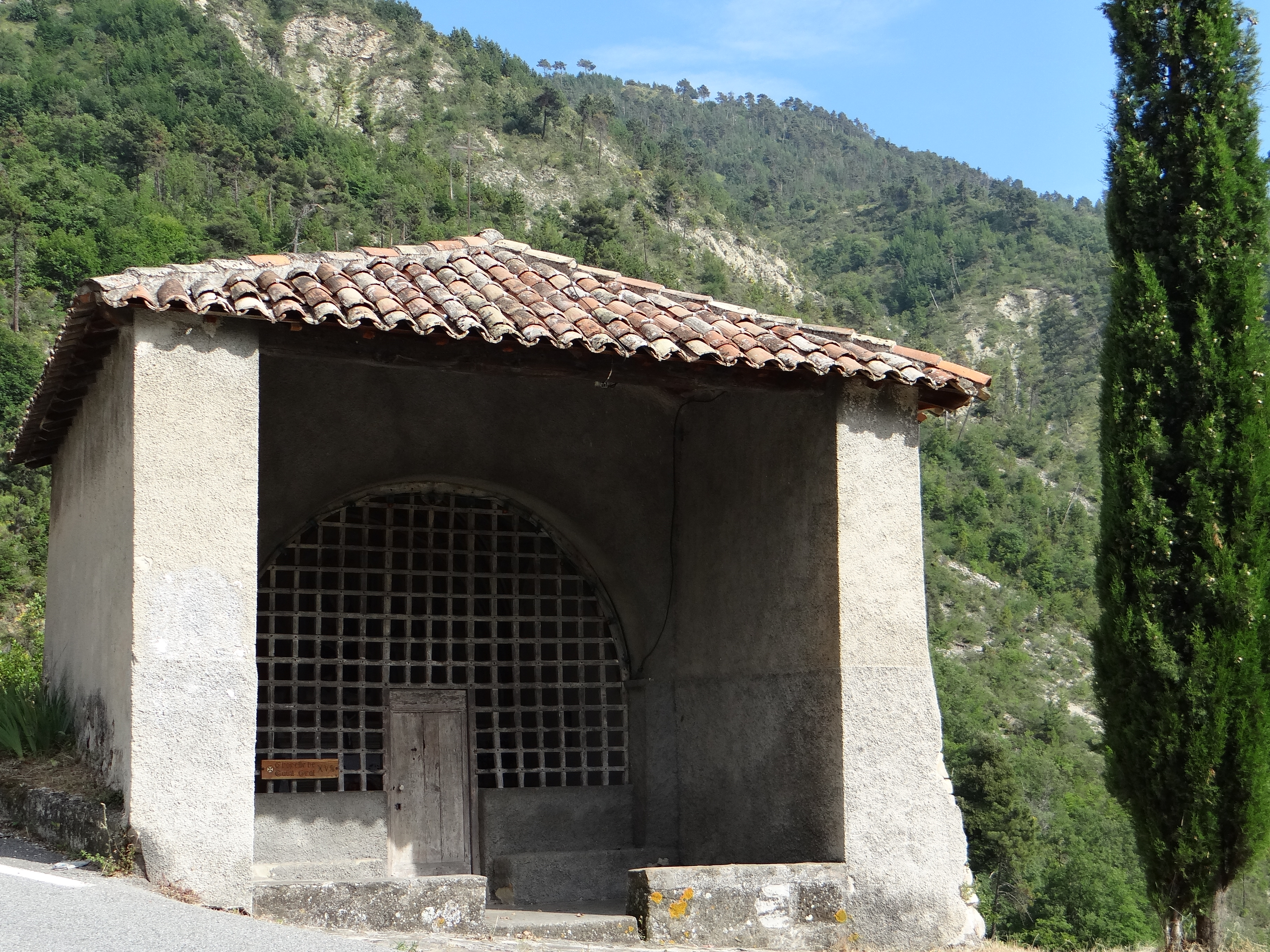
Die Kapelle Saint-Grat
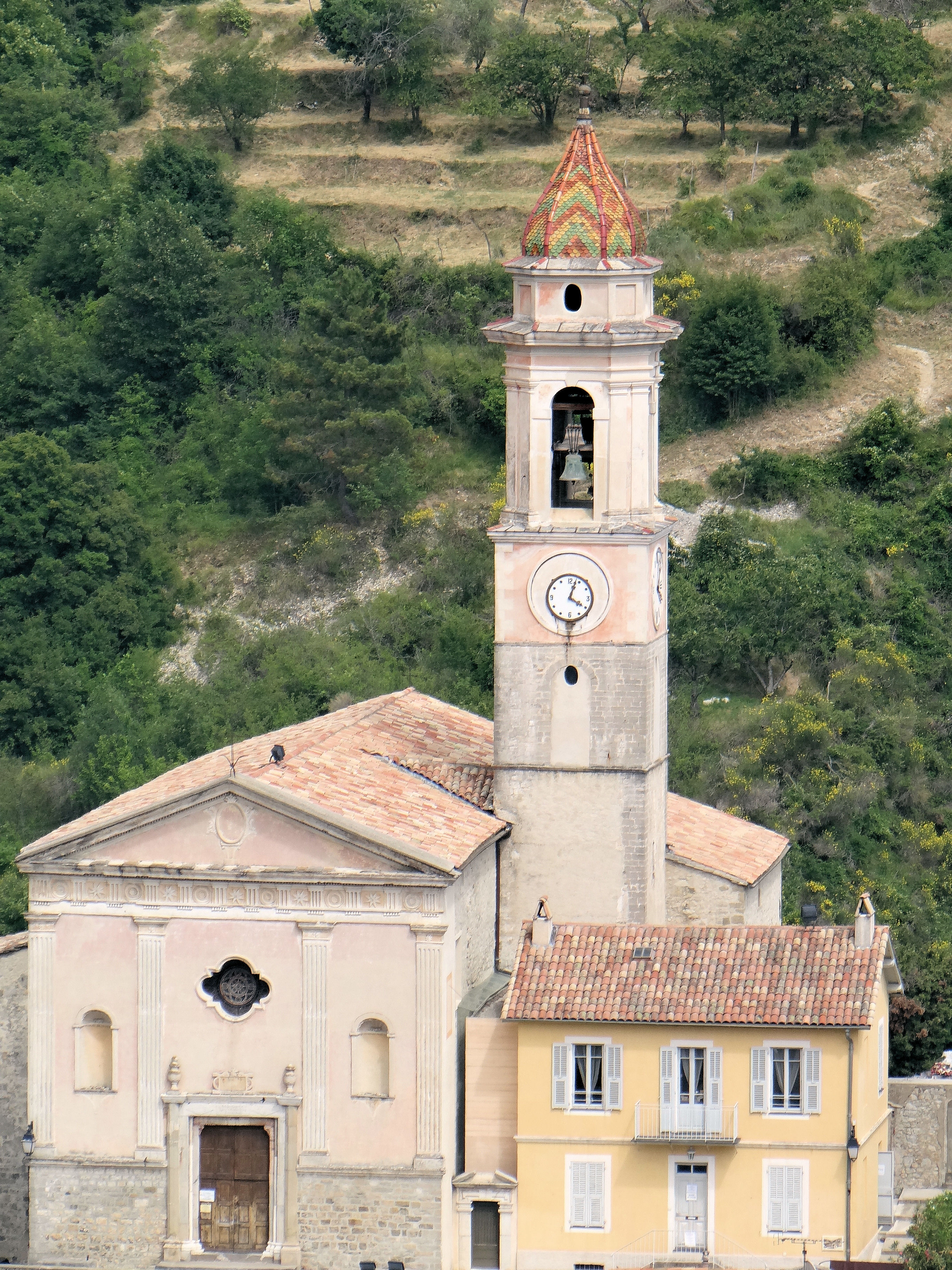
Die Kirche Sainte-Marguerite